# غاستون إتيان
غاستون إتيان هو منافس ألعاب قوى بلجيكي، ولد في 21 فبراير 1902، وتوفي في 2 أبريل 1995.

## وصلات خارجية
- غاستون إتيان على موقع أوليمبيديا (الإنجليزية)